# Rúnar Kristinsson
Rúnar Kristinsson (ur. 5 września 1969 w Rejkiawiku) – islandzki piłkarz grający na pozycji pomocnika. Rozpoczął swoją karierę w małym klubie Leiknir przed przejściem do Reykjavíkur, dużego klubu islandzkiego. Wkrótce był dokonany transfer do zagranicznych klubów, z czego pierwszym był szwedzki Örgryte IS. W 1997 roku przeszedł do klubu Lillestrøm SK z Norwegii. W lipcu 2000 roku podpisał trzyletni kontrakt z belgijskim KSC Lokeren. We wrześniu 2010 objął posadę trenera Reykjavíkur, podpisując trzyletni kontrakt. W listopadzie 2014 został szkoleniowcem Lillestrøm SK, podpisując trzyletni kontrakt. W październiku 2016 objął stanowisko trenera KSC Lokeren, podpisując kontrakt do końca sezonu 2016/2017 z opcją przedłużenia o kolejny sezon.
Żonaty z Erną Maríą Jónsdóttir, z którą ma syna Rúnara Alexa, również piłkarza oraz dwie córki: Thelmę Rut i Tanję Rut.